# Vrećari
Vrećari is een plaats in de gemeente Sveta Nedelja in de Kroatische provincie Istrië. De plaats telt 126 inwoners (2001).